# Rusaka
 (novembre 2021).
Rusaka est l’une des six communes de la province de Mwaro, au Burundi. 

## Personnalités
Le Vice-président de la République du Burundi Prosper Bazombanza en est originaire.